# Prasés
Prasés, en grec moderne : Πρασές, est un village du dème de Plataniás, en Crète, en Grèce. Selon le recensement de 2011, la population de Prasés compte 76 habitants. Le village est situé à une altitude de 480 m et à une distance de 31 km de La Canée.

## Recensements de la population
| Recensements | 1900 | 1920 | 1928 | 1940 | 1951 | 1961 | 1971 | 1981 | 1991 | 2001 | 2011 |
| ------------ | ---- | ---- | ---- | ---- | ---- | ---- | ---- | ---- | ---- | ---- | ---- |
| Population   | 329  | 253  | 259  | 430  | 267  | 278  | 209  | 204  | -    | 109  | 76   |